# 維拉維爾基山 (拉巴斯省)
17°0′42″S 67°27′39″W / 17.01167°S 67.46083°W
維拉維爾基山（Wila Willk'i），是玻利維亞的山峰，位於該國西部拉巴斯省的洛艾薩省，屬於安第斯山脈的一部分，海拔高度4,630米，馬利亞哈維拉河支流發源自該山峰東面。